# ثعلب باتاغونيا
ثعلب بتاغونية يسمى أيضا ذئب ماجلان أو ثعلب الأنديز وسمي باسم كوبيلو في الأرجنتين. هو ثاني الكلبيات الكبرى في أمريكا الجنوبية بعد الذئب ذو العرف.

## الشكل

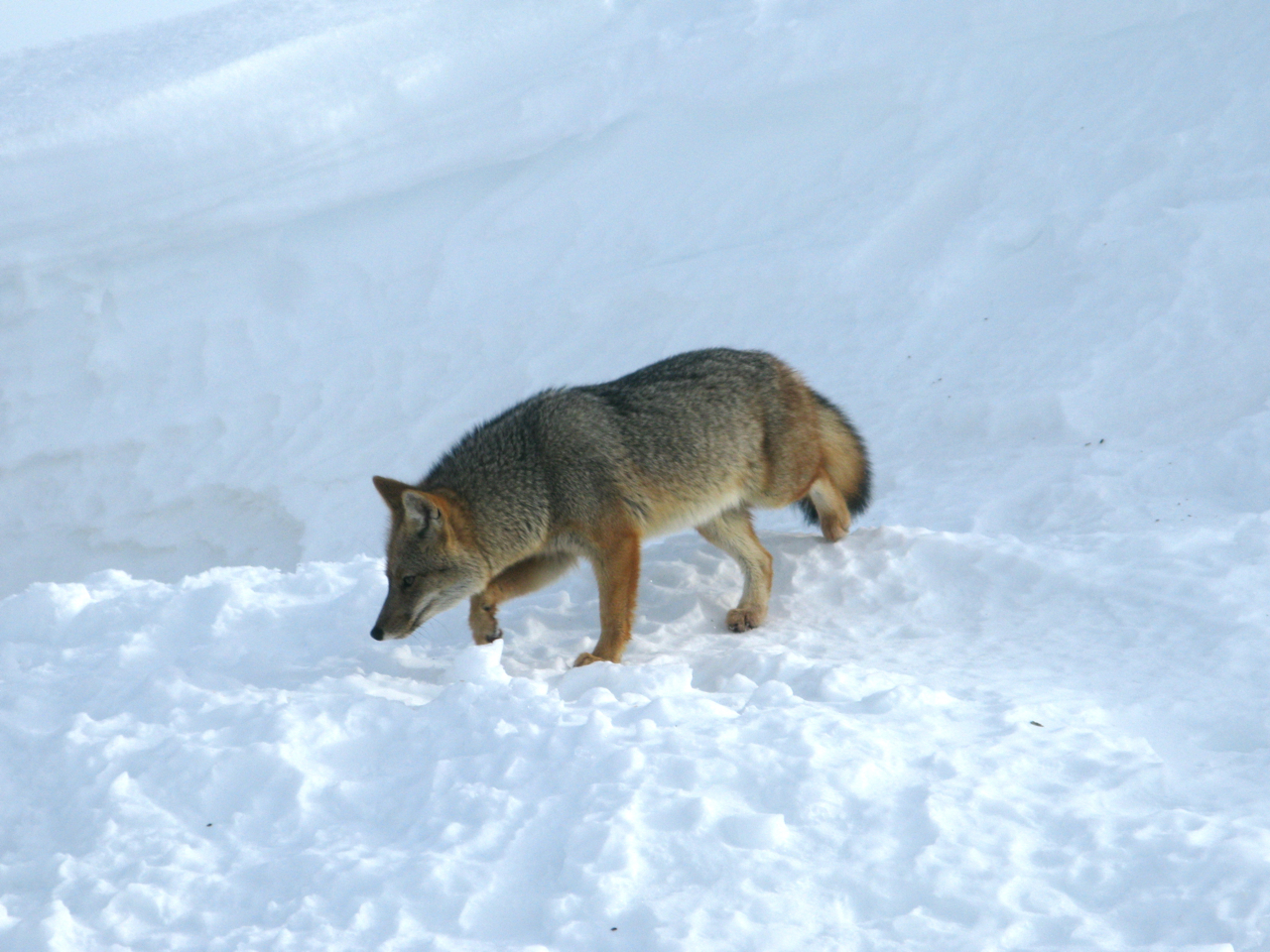
ثعلب بتاغوينة في أوشوايا

يشبه ثعلب بتاغوينة الثعلب الأحمر بسبب رأسه وسيقانه الحمراء. بينما بطنه وعنقه وفمه أبيض، بينما ظهره رمادي مخطط بالأسود. بينما الذيل لونه رمادي وأحيانًا أسود.
يعيش ثعلب بتاغوينة في البراري والغابات النفضية في أرض النار، بتاغوينة والأنديز حتى الإكوادور.

## معرض صور

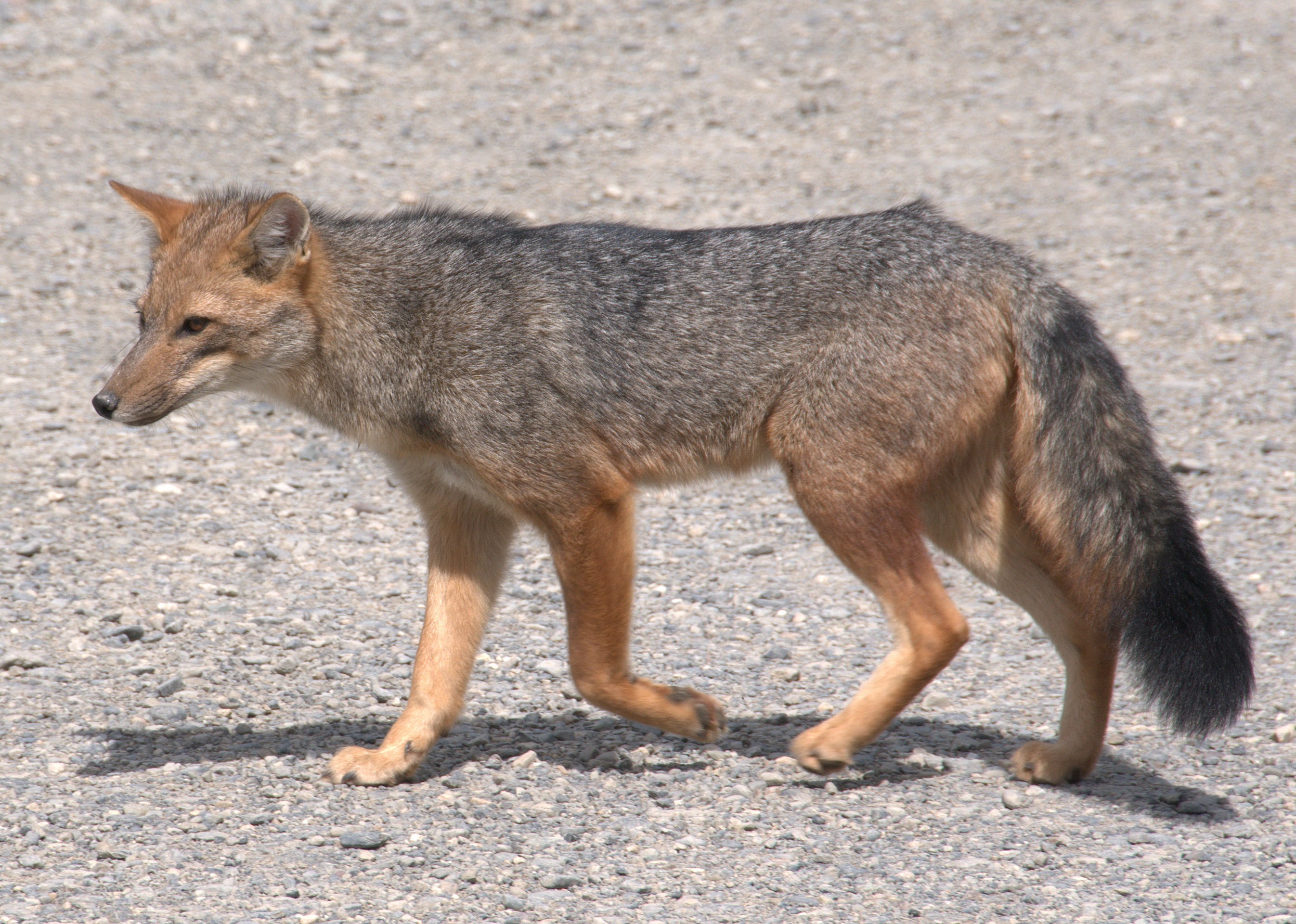
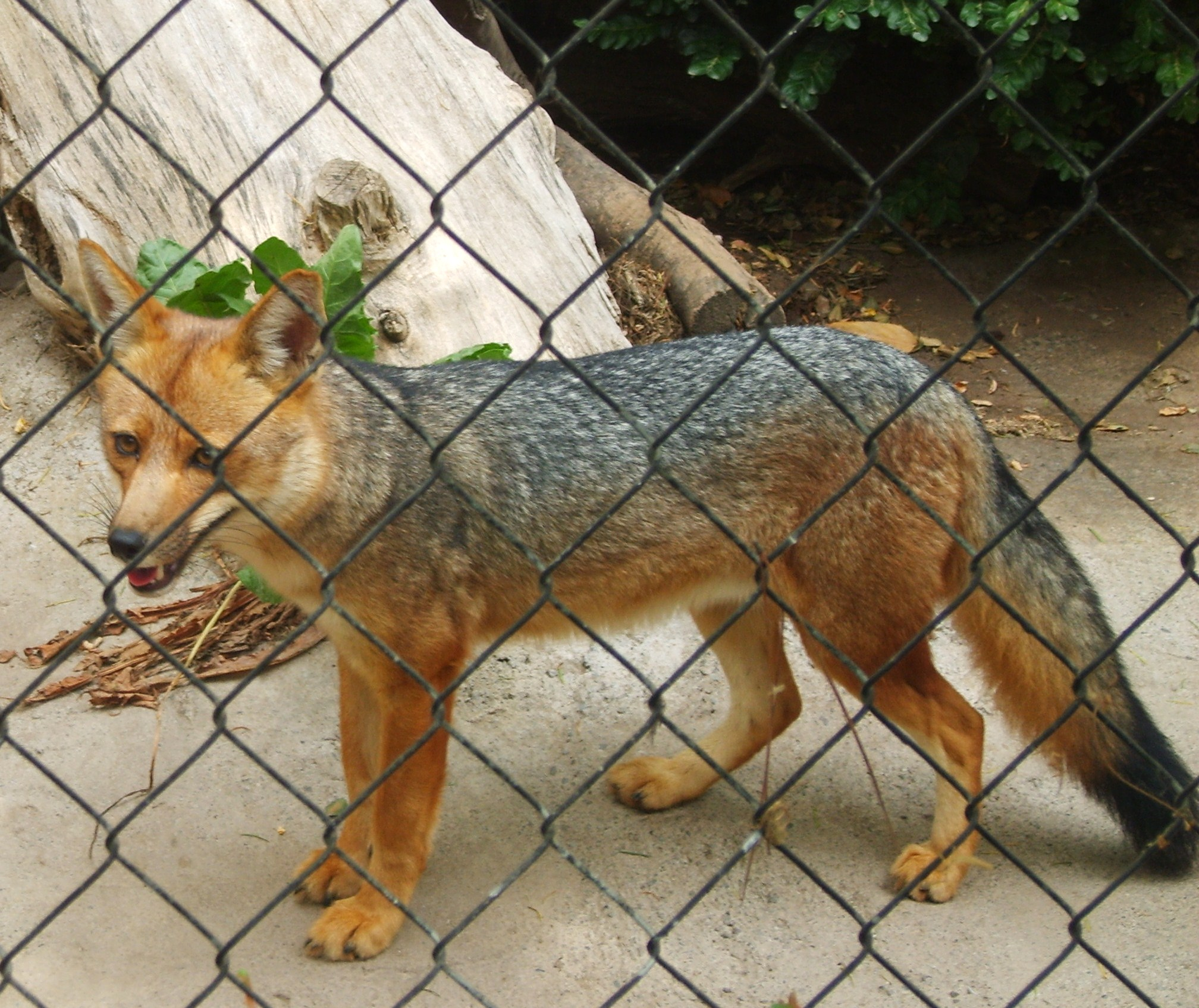
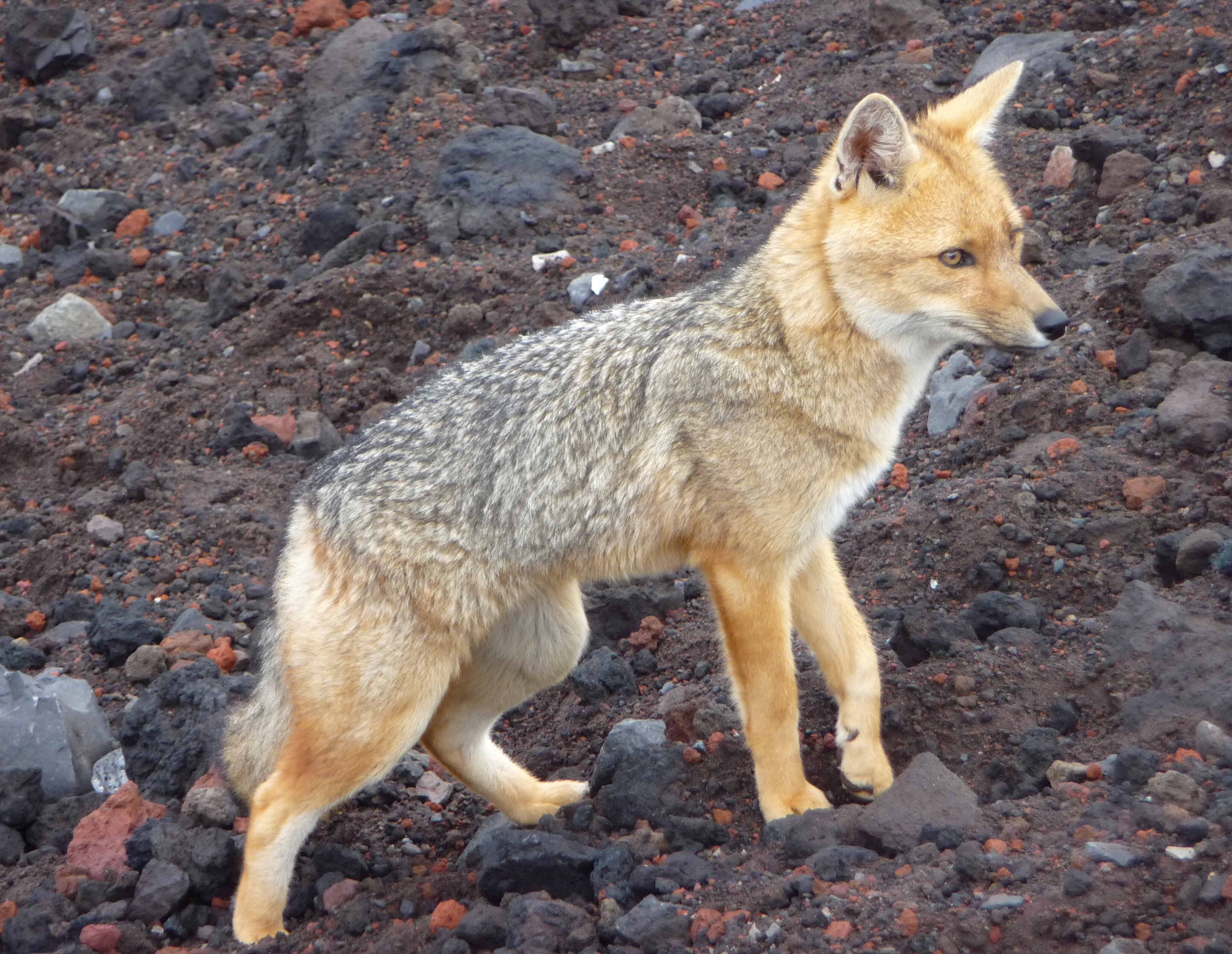
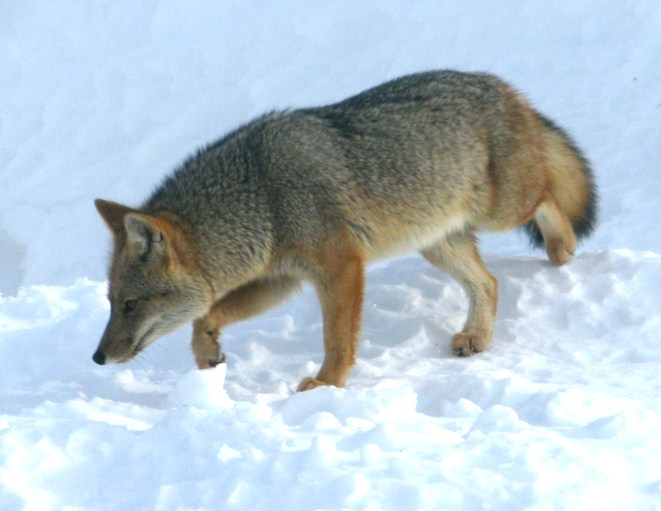
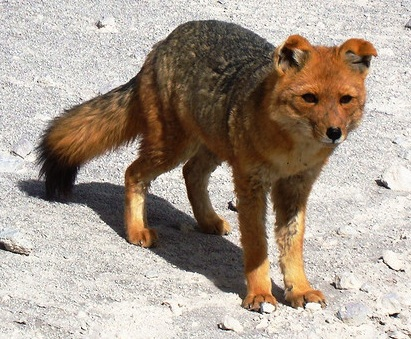